# なかみつせいじ
なかみつ せいじ（1962年1月16日 - ）は、熊本県出身の俳優。

## 人物
演劇ユニット「monster house project」主催。株式会社「アイ・エム・ティ（Internet Media Theater）」取締役。
ピンク映画を中心に多数の作品に出演し、ピンク大賞男優賞を数多く受賞している。
以前はエビス大黒舎、シーグリーンに所属していた。
本名は中満 誠治。かつては本名のほか、杉本まこと、芦沢一路の名で活動していた。
身長170cm。
趣味は釣り、アウトドア全般、空手（初段）。特技はギター、酒を飲んで語る事。

## 出演作品

### 映画
- 輪舞曲 〜ロンド〜（2003年10月18日） - 目加田益之
- せつないかもしれない（2004年4月17日） - 部長
- GACHAPON!（2004年9月18日）
- 思い出がいっぱい（2004年12月20日） - 中尾友也
- しあわせなら手をたたこう（2005年11月19日） - 編集者
- 愛人萌子 性生活（2006年10月） - 森下寛三
- 恋味うどん（2006年12月） - 箕輪一義
- ヒロ子とヒロシ（2007年8月） - ヒロシ
- 相棒 -劇場版- 絶体絶命! 42.195km 東京ビッグシティマラソン（2008年5月1日） - マネージャー
- デコトラ★ギャル奈美（2008年10月25日）
- 新任女教師 劇場版 愛してるとか 好きだとか（2008年12月19日）
- 人の砂漠（2010年2月27日） - 県知事
- 愛の言霊 〜世界の果てまで〜（2010年8月7日）
- 色道四十八手 たからぶね（2014年10月4日） - 健次
- おやじ男優Z（2014年10月25日） - 主演：豆田満男
- 爛れた関係 猫股のオンナ（2019年9月13日） - 岩田
- 誘惑妻物語 濡れた人差し指（2021年1月29日） - 吉本
- すけべ繁忙期 モーレツたらし込み（2021年6月18日） - 西野
- 海辺の街の約束（2021年10月8日） - 鈴木三郎
- 悶々法人 バリキャリ男喰い（2022年3月11日） - 俳優の男
- 股がり天使 火照りの桃源郷（2022年5月6日） - 富士山富男

### オリジナルビデオ
- 実録・土佐游侠外伝 鯨道（2009年） - 主演
  - 実録・鯨道10 広島ヤクザ抗争史 総完結編 猛侠・門広（もんひろし）（1月25日）
  - 実録・鯨道11 広島ヤクザの終焉 斬狭（ざんきょう）（9月25日）

### テレビドラマ
- 火曜サスペンス劇場 / 「霊感を売る女たち」（1987年）
- 木曜ドラマ / シリーズ街「表通りへぬける地図」（1988年）
- 世にも奇妙な物語 「けむり男」（1992年） - 消防隊員
- エレクトロ・シネマ / 出発（たびだち）（2002年）
- 水曜ドラマ / あいのうた（2005年） - 業者
- 相棒
  - （2007年） - 高浪治央
  - （2009年 - 2010年） - 佐藤静夫（警察庁人事課長）
- 土曜ドラマ / トップセールス（2008年） - ラーメン屋の客
- 月曜ゴールデン / 占い師みすず 事件は運命の彼方に3（2008年） - 教頭
- 金曜ドラマ / 魔王（2008年） - 米屋の主人
- 金曜ナイトドラマ / サラリーマン金太郎（2008年） - リストラされたサラリーマン
- 木曜劇場 / BOSS（2009年） - タクシー運転手
- 大河ドラマ / 龍馬伝（2010年） - 茶屋の主人
- クロヒョウ 龍が如く新章（2010年） - 焼肉屋の客
- CLAMPドラマ ホリック〜xxxHOLiC〜（2013年） - 刑事

### CM
- 関西電力 「オール電化住宅」 - 父親
- エスビー食品 「とろけるシチュー」 - 夫（磯野貴理子と共演）
- OCEDEL LED「LED照明 ホタル男」（2016年） - 父親

### VP
- 渋谷税務署
- 三菱自動車
- 警視庁民暴のトライアングル

### ゲーム
- THE 呪いのゲーム（2005年） - 疋山総一郎
- Wiiの間 / 未来は今（2009年） - 課長

### 舞台
- 熱海殺人事件 - 大山金太郎
- 夏の夜の夢 - ディミートリアス
- 小鳥の水浴 二人芝居（2012年） - フランキー